# Kappa Andromedae
Kappa d'Andromède
Désignations
Kappa Andromedae (κ And) est une étoile brillante de la constellation d'Andromède. Sa magnitude apparente est de 4,1. D'après le classement des étoiles sur l'échelle de Bortle, elle est assez lumineuse pour être visible depuis les banlieues, mais pas depuis les centres-villes fortement éclairés. Des mesures de parallaxe faites pendant la mission d'Hipparcos la situent à une distance d'environ 168 années-lumière de la Terre.

## Propriétés
Kappa Andromedae est de type spectral B9 IVn, indiquant qu'il s'agit d'une sous-géante en cours d'évolution en dehors de la séquence principale. Son rayon est de 2,3 fois celui du Soleil et elle tourne sur elle-même rapidement, avec une vitesse de rotation projetée de 176 km/s. L'enveloppe externe de l'étoile rayonne avec une température effective de 11 361 K, produisant une lumière blanc-bleu.

## Désignations
En chinois, 螣蛇 (Téng Shé), signifiant le Serpent volant, fait référence à un astérisme constitué de κ Andromedae, α Lacertae, 4 Lacertae, π2 Cygni, π1 Cygni, HD 206267, ε Cephei, β Lacertae, σ Cassiopeiae, ρ Cassiopeiae, τ Cassiopeiae, AR Cassiopeiae, 9 Lacertae, 3 Andromedae, 7 Andromedae, 8 Andromedae, λ Andromedae, ι Andromedae et ψ Andromedae. Par conséquent, κ Andromedae elle-même est appelée 螣蛇二十一 (Téng Shé èrshíyī, la 21e étoile du Serpent volant)[réf. à confirmer].

## Système planétaire
En novembre 2012, une planète géante gazeuse chaude et jeune ayant environ 13 fois la masse et un peu plus grande que Jupiter, Kappa Andromedae b, a été imagée directement en orbite autour de κ And à une distance projetée de 55 ± 2 UA. En septembre 2013, sa masse a été réévaluée à 50±13 masses de Jupiter. Des  observations à plusieurs longueurs d'onde fournissent une température d'environ 2 040 kelvins (environ 1 770 degrés Celsius) et son âge est estimé à environ 220±100 millions d'années.
| Planète | Masse        | Demi-grand axe (ua) | Période orbitale (jours) | Excentricité | Inclinaison | Rayon |
| ------- | ------------ | ------------------- | ------------------------ | ------------ | ----------- | ----- |
| b       | 50+16 −13 MJ | 55±2                |                          |              |             |       |